# Аэропорт Васьково (населённый пункт)
Аэропорт Васьково — населённый пункт в Приморском районе Архангельской области. Входит в состав Лисестровского сельского поселения (муниципальное образование «Лисестровское»).

## География
Населённый пункт расположен к югу от реки Исагорка. Административный центр поселения деревня Окулово в 6 километрах (по прямой) к северо-востоку.

### Климат
Климат умеренно-континентальный, морской с продолжительной зимой и коротким прохладным летом. Зима длинная (до 250 дней) и холодная, с температурой воздуха до минус 26 градусов С° и сильными ветрами. Средняя температура января — 15 градусов. Лето прохладное, средняя температура июля + 16 градусов тепла. Осадков от 400 до 600 мм в год. В среднем за год около 27 % всех осадков выпадает в виде снега, 55 % — в виде дождя и 12 % приходится на мокрый снег и снег с дождем. Характерна частая смена воздушных масс, поступающих из Арктики и средних широт. Погода крайне неустойчива. Длина светового дня колеблется от 3 часов 30 минут (22 декабря) до 21 часа 40 минут (22 июня).

### Часовой пояс
Населённый пункт Аэропорт Васьково, как и вся Архангельская область, находится в часовой зоне МСК (московское время). Смещение применяемого времени относительно UTC составляет +3:00.

## История
Населённый пункт до 2000-х годов входил в городскую черту Архангельска. В 2004 он уже упоминается как самостоятельный НП, равно как и в 2002. Согласно закону от 23 сентября 2009, именно этим правовым актом он получил статус самостоятельного НП и вошёл в Лисестровское сельское поселение Приморского района.

## Население
| 2002 | 2010 |
| ---- | ---- |
| 41   | ↗58  |

### Национальный состав
Согласно результатам переписи 2002 года, русские составляли 93 % населения..

## Инфраструктура
Одноименный аэропорт..